# Ivan Messelis
Ivan Messelis (* 28. März 1958 in Roeselare) ist ein ehemaliger belgischer Radrennfahrer und nationaler Meister im Radsport.

## Sportliche Laufbahn
Messelis war Spezialist für Querfeldeinrennen (heutige Bezeichnung Cyclocross). 1977 gewann er seinen ersten nationalen Titel in dieser Disziplin bei den Junioren. 1984 und 1985 holte er den Titel bei den Amateuren. 1978, 1982, 1983 und 1989 wurde er jeweils Vize-Meister. 1986 wurde er Vize-Weltmeister hinter Vito Di Tano. 1988 und 1989 kam er jeweils auf den 9. Rang der Weltmeisterschaften. 1984 siegte er in der Superprestige-Rennserie im Querfeldeinrennen.
1986 wechselte Messelis ins Lager der Berufsfahrer und wurde Mitglied im Radsportteam Sigma. Er blieb bis 1991 als Profi aktiv, bestritt auch Straßenrennen als Profi. Im Verlauf seiner Karriere errang er mehr als 200 Siege.

## Familiäres
Er ist der Sohn des Radrennfahrers André Messelis.